# То, что я должен сказать
То, что я должен сказать (укр. Те, що я повинен сказати) — романс Олександра Вертинського, написаний в кінці 1917 року. Вважається однією з найвідоміших російських антивоєнних пісень. 

Нерідко романс називають за першими словами або рядком — Я не знаю зачем и кому это нужно....

## Історія

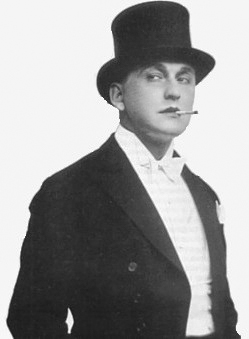
Олександр Вертинский

Олександр Вертинський написав романс «Те, що я повинен сказати» відразу після Жовтневого перевороту, в кінці 1917 року. Текстовий та нотний варіанти пісні були опубліковані у московському видавництві «Прогресивні новини». В тексті йшлося про те, що пісню присвячено «Їхній світлій пам'яті».
Про те, кому присвячено цей романс не було єдиної думки. Так, Костянтин Паустовський, який відвідав в 1918 році концерт Вертинського у Києві, в своїх мемуарах відзначав: «Він співав про юнкерів, вбитих незадовго в селі Борщагівці, про юнаків, яких послали на вірну смерть проти небезпечної банди».
Також існує думка, що пісня присвячувалася юнкерам, які загинули в Москві під час Жовтневого збройного повстання 1917 року і похованих на московському Братському кладовищі.
З приводу цієї пісні, повної співчуття до ворогів більшовиків, Олександра Вертинського викликали до ЧК для пояснень. За легендою Вертинський тоді сказав: «Це ж просто пісня, і потім, ви ж не можете заборонити мені їх жаліти!». На це йому відповіли: «Треба буде, то й дихати заборонимо!».
Згодом Вертинський відправився гастролювати по південним містам колишньої Російської імперії. В Одесі з ним зустрівся білогвардієць генерал Яків Слащев. Він розповів Вертинському, наскільки популярною стала його пісня: «А з вашою пісньою… мої хлопчата йшли помирати! І ще невідомо, чи потрібно  це було…».
У 1930-х роках Олександр Вертинський записав пісню в Німеччині, вона була видана на платівці фірмою «Парлафон».